# Foster’s Lager
Foster’s Lager – marka australijskiego piwa warzonego od 1888 r. przez Foster’s Group. W Europie, prawa do jego produkcji i dystrybucji posiada Heineken International.
W ostatnich latach Foster’s cieszy się dużą popularnością w Wielkiej Brytanii, gdzie każdego roku sprzedaje się go pięć milionów hektolitrów. Jest też drugim najczęściej kupowanym piwem na wyspach po Carlingu. Z kolei w Australii, skąd pochodzi jest dość mało popularne.

## Rynek brytyjski

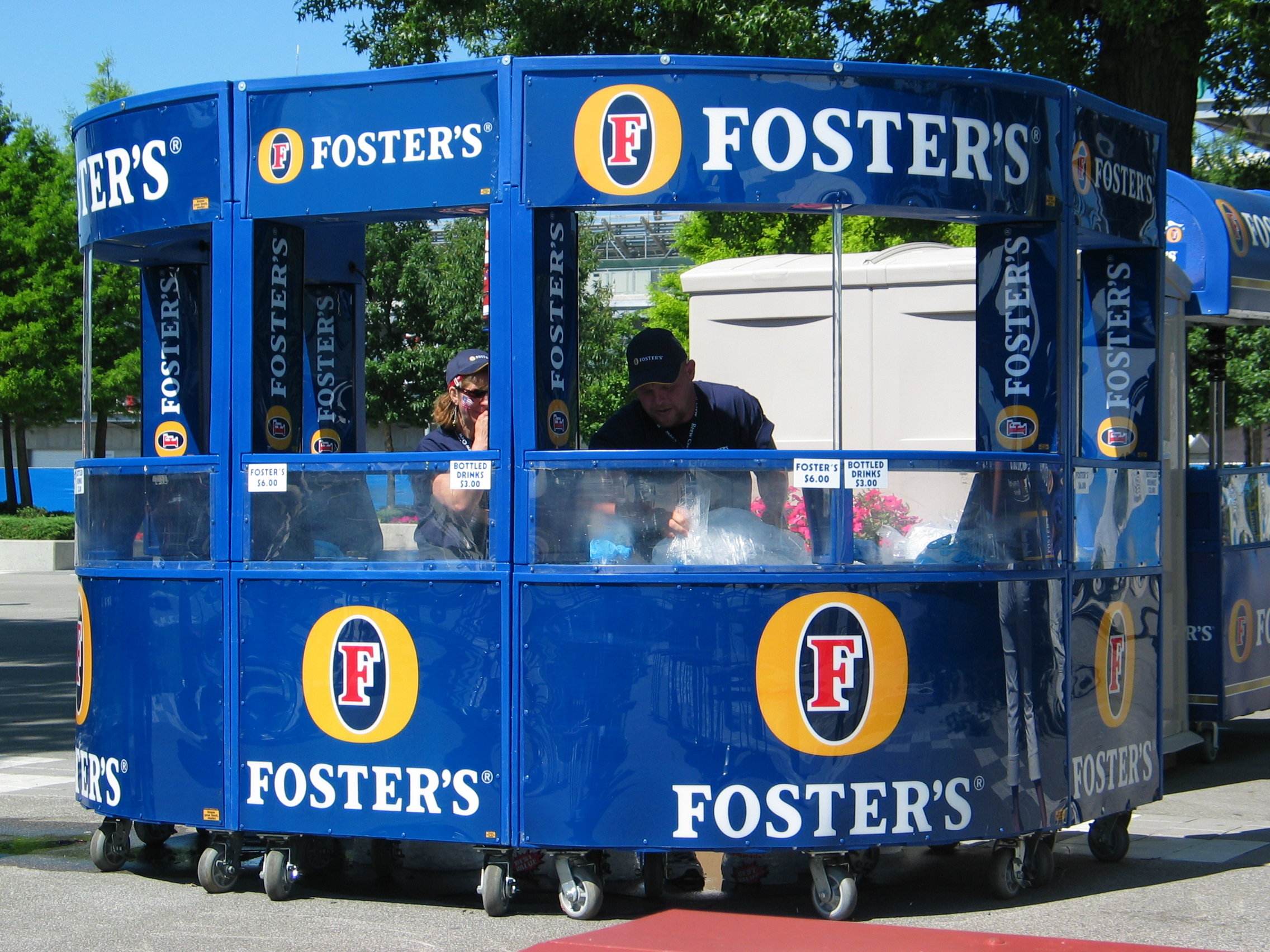
Stoisko Foster’s Lager

Import piwa z Australii na wyspy brytyjskie rozpoczął się na początku lat 70. XX wieku. Sprzedawano je w błękitnych, białych i złotych puszkach. Popularność marki w Wielkiej Brytanii została rozpropagowana przez satyryczno-polityczne czasopismo Private Eye, które na swoich łamach umieściło serię komiksów The Adventures of Barry McKenzie.
W Wielkiej Brytanii prawa do jego dystrybucji nabyła grupa piwowarska Courage należąca do australijskiego przedsiębiorcy Johna Elliotta. Kiedy zauważył on wzrastającą popularność piwa, zdecydował się rozpocząć jego miejscową produkcję.

## Odmiany
- Foster’s Twist – wprowadzone przez Scottish & Newcastle piwo z domieszką owoców cytrusowych, które jest sprzedawane jako orzeźwiająca alternatywa dla innych, mocniejszych piw.
- Foster’s Super Chilled – mocno schłodzone piwo dostępne w pubach i barach.

W Wielkiej Brytanii klienci mogą również nabyć całą beczułkę piwa np. na prywatne przyjęcie, a później zwrócić ją w piwiarni lub innym sklepie.

## Sponsoring
W latach 1986–1989 marka Foster’s Lager była finansowo i reklamowo związana z klubem Norwich City F.C.
Pod jej patronatem od 1986 do 2006 r. regularnie odbywały się wyścigi F1. W tym czasie Foster’s Lager sponsorował też Australian GP (1986-1993 i 2002-2006), British GP (1990-1993 i 2000-2006) i San Marino GP (2003-2006). Z kolei w latach 2005-2007 wspierał A1 Team Australia.
Aktualnie marka jest głównym patronem zawodów ASP World Tour.